# Ali Abad
För andra betydelser, se Aliabad (olika betydelser).
Ali Abad (persiska: علی‌آباد), eller Aliabad, även kallad Ali Abad-e Katul (علی‌آباد کَتول), är en stad i norra Iran. Det är en av de största städerna i provinsen Golestan och har cirka 53 000 invånare. Staden är administrativt centrum för delprovinsen (shahrestan) Ali Abad.